# Sarzeau

Sarzeau este o comună în departamentul Morbihan, Franța. În 1 ianuarie 2022 avea o populație de 9.068 de locuitori.